# Batolec
Batolec (Apatura) je rod motýlů z čeledi babočkovití. Rod popsal v roce 1807 Johan Christian Fabricius v časopise Magazin für Insektenkunde (Illiger) na straně 280 v čísle 6. Všechny druhy tohoto rodu jsou v Česku chráněny zákonem jako ohrožené.

## Druhy v Česku
Podle
- Batolec červený – Apatura ilia
- Batolec duhový – Apatura iris